# Laurie Cunningham
Lawrence Paul „Laurie“ Cunningham (* 8. März 1956 in St. Mary’s Archway, London; † 15. Juli 1989 in Madrid) war ein englischer Fußballspieler und der erste schwarze Auswahlspieler einer englischen Nationalmannschaft.

## Sportlicher Werdegang
Cunningham schloss sich im Teenager-Alter dem Zweitligisten FC Leyton an, nachdem er zuvor in Schülermannschaften gespielt hatte und mit dem FC Arsenal einen Vertrag hatte. Bereits früh zeigte er aufgrund seiner außergewöhnlichen Schnelligkeit, dass ihm eine Karriere als Erstligafußballer bevorstehen könnte und machte sich spätestens ab seiner zweiten Saison in der Profimannschaft insgesamt durch seine Vielseitigkeit sowohl in der Spielvorbereitung als auch im Torabschluss einen Namen.
Im März 1977 wechselte er zu dem von Johnny Giles betreuten Erstligaaufsteiger West Bromwich Albion und stand mit Cyrille Regis und ein Jahr später noch mit Brendon Batson – dort unter Trainer Ron Atkinson – mit weiteren schwarzen Mannschaftskameraden in einem Team, was zu dieser Zeit großen Seltenheitswert besaß. Erstmals standen in einem englischen Profifußballverein drei schwarze Spieler gemeinsam auf dem Platz, die man fortan als die „Three Degrees“ bezeichnete.
Zum Ende der 1970er-Jahre spielte die Mannschaft von West Bromwich Albion einen sehr attraktiven und offensiven Stil. Der zumeist als rechter Flügelspieler eingesetzte Cunningham steuerte von März bis zum Saisonende in 13 Partien noch sechs Tore bei und war maßgeblich daran beteiligt, dass der Verein die Spielzeit auf einem guten siebten Platz abschloss. Cunningham machte zudem auf sich aufmerksam, als er in die englische U-21-Nachwuchsmannschaft berufen und mit seinem Einstand am 27. April 1977 gegen Schottland an der Bramall Lane zum ersten schwarzen englischen Fußballnationalspieler wurde. Dort gelang ihm auch sein erstes Tor für England und im weiteren Verlauf seiner Laufbahn sollte er auch zu sechs Länderspielen in der A-Nationalmannschaft kommen – seinen Einstand dort gab er am 23. Mai 1979 während der British Home Championship gegen Wales und war dabei zudem der erste schwarze englische Nationalspieler in einem Pflichtspiel (Viv Anderson hatte sechs Monate zuvor nur in einem Freundschaftsspiel debütiert).
Als erster britischer Spieler wechselte Cunningham im Sommer 1979 für 995.000 Pfund zu dem spanischen Spitzenverein Real Madrid. Obwohl er dort die zuvor in England gezeigten Leistungen nicht mehr ganz wiederholen konnte, wurde er bei den Anhängern zu einem Publikumsliebling und erhielt dort den Spitznamen „Black Flash“ („Schwarzer Blitz“). Dabei konnte er in seiner ersten Saison durch den Gewinn des Doubles aus der Meisterschaft und der Copa del Rey seine ersten beiden wichtigen Titelgewinne verzeichnen. Enttäuschender hingegen endete für Cunningham und Real der europäische Landesmeisterwettbewerb, in dessen Halbfinale der spanische Vertreter nach einem 2:0-Hinspielsieg überraschend deutlich mit 1:5 beim Hamburger SV unterlag. Ein Jahr später stand Cunningham erneut in der Mannschaft, die bis in das Finale gegen den FC Liverpool einzog, dort aber mit 0:1 unterlag. Weitere Trophäen blieben für Cunningham in Spanien aus. Im Jahr darauf unterlag er mit Real Madrid im UEFA-Pokal dem 1. FC Kaiserslautern. Im Hinspiel erzielte er noch ein Tor beim 3:1-Sieg Madrids, war dann aber auch Teil der Mannschaft, die im Rückspiel 0:5 gegen Kaiserslautern verlor, und Cunningham trug mit einer Roten Karte zur Niederlage bei. Die Spätphase seines Madrid-Engagements war von einer Verletzungsserie überschattet. 1983 lieh ihn Real kurzzeitig an Manchester United aus. Ein zusätzlicher Rückschlag war zuvor für Cunningham, dass ihn der englische Nationaltrainer Ron Greenwood für das Endrundenturnier der Fußball-WM 1982 nicht berücksichtigt hatte.
Spätere Karrierestationen Cunninghams waren in Spanien Sporting Gijón, der französische Klub Olympique Marseille und in England Leicester City. Nach einem zweijährigen Aufenthalt beim belgischen Sporting Charleroi kehrte er gegen Ende der Saison 1987/88 nach England zum FC Wimbledon zurück. Dort wurde er Teil der „Crazy Gang“, die als Außenseiter den hohen Favoriten FC Liverpool im FA-Cup-Endspiel 1988 besiegen konnte und kam selbst als Einwechselspieler zum Zuge. Später zog es ihn erneut auf die iberische Halbinsel, wo er Teil der Aufstiegsmannschaft des ebenfalls in Madrid beheimateten Verein Rayo Vallecano in der Segunda División 1988/89 war. Am 15. Juli 1989 starb Cunningham in Madrid nach einem Autounfall im Alter von 33 Jahren.

## Erfolge
- Spanischer Meister: 1979/80
- Spanischer Pokalsieger: 1979/80
- FA-Cup-Sieger: 1987/88